# 15268 Wendelinefroger
15268 Wendelinefroger este un asteroid din centura principală, descoperit pe 18 noiembrie 1990, de Eric Walter Elst.